# ヴァンゲリス
ヴァンゲリス（ギリシア語: Βαγγέλης、[vaɲˈɟelis]、Vangelis、本名：エヴァンゲロス・オディセアス・パパサナスィウ（Ευάγγελος Οδυσσέας Παπαθανασίου [evˈaɲɟelos oðiˈseas papaθanaˈsiu], Evángelos Odysséas Papathanassíou, 日本語表記は後述）、1943年3月29日 - 2022年5月17日）は、ギリシャの音楽家（シンセサイザー奏者・作曲家）である。

## 概要
1960年代後半から2020年代まで、音楽芸術など多方面で世界的に活動した音楽家である。
アメリカでは、1982年に映画『炎のランナー』の彼の音楽が、第54回アカデミー賞で作曲賞を受賞し、シングルカットされたそのテーマ曲がビルボードのヒットチャートでアルバムとシングルが1位となった。1982年のリドリー・スコット監督の映画『ブレードランナー』でも音楽を担当した。
活動拠点であるヨーロッパでは、1974年に報道されたロックバンドのイエスへの加入騒動 以前からソロアルバムを発売している。1992年のリドリー・スコット監督作品『1492 コロンブス』のサウンドトラック盤はドイツでアルバムを100万枚、シングルカットされた「新大陸発見/コロンブスのテーマ」を150万枚売上げ、ヨーロッパ17か国でゴールドディスクとプラチナディスクを得て、『炎のランナー』を超えるヒットとなった。
オリジナルアルバムや映画音楽アルバムのほか、テレビ音楽、舞台音楽なども多数手がける。カール・セーガン制作のドキュメンタリーテレビ番組『コスモス（宇宙）』でも、テーマ曲として使用されたアルバム『天国と地獄』からの一節や、アルバム『反射率0.39』に収録されている「アルファ」などの作品が印象的に使用された。
日本では『コスモス』、邦画『南極物語』の音楽、ほかに2002 FIFAワールドカップの公式アンセムがオリコンチャートでシングルベスト10圏内となり、広く知られるが公式の訪日はない。(後述）。
2000年代以降は国際的なイベントに多く関わり、2000年シドニーオリンピック閉会式でオリンピック旗をオーストラリアからギリシャへ引き継ぐ際の音楽と指揮、2004年にアテネオリンピックで公式エンブレムに付随するサウンドロゴ、それぞれを手がけた。2001年にNASAの火星探査計画の一つである2001マーズ・オデッセイのテーマ音楽を担当し、関連してアテネのゼウス神殿で催されたライブイベント「Mythodea」を手がけた。

## 略歴
1943年にギリシャ中部の港町ヴォロスで、画家の父と音楽家の母のもとに生まれる。4歳から独学でピアノ演奏と作曲を手掛け、6歳で自作曲の演奏会を開いた。高校在学時にプロとして音楽活動を始め、ジャズバンドでヴィブラフォン、ピアノ、オルガンなどを演奏した。高校卒業後は音楽学校などへ進学せず、美術学校で映画と美術を学んだ。音楽理論などはアリストテレスなる人物から個人教授を受けた。
1963年にアテネでポップバンド「フォーミンクス」 を結成して多数のシングルを発表し、ギリシャ国内でヒットした。
1967年に『5000 Lies』の音楽で初めて映画作品に関わる。
1968年にギリシャの軍事クーデターを機に 国際的な活躍の場を求め、デミス・ルソス、ルカス・シデラスとロンドンを目指す が、労働ビザ不所持で入国拒否となり本来経由地のフランスへ逆送されて留められる。3人はパリでアフロディテス・チャイルド (Aphrodite's Child) を結成し、発売したシングル〈Rain and Tears〉（邦題「雨と涙」）が大ヒット してパリに居を定めてレコード会社と正式契約する。その後〈I Want to Live〉〈Spring, Summer, Winter and Fall〉などのヒットを発表する。1969年にサンレモ音楽祭に参加してヨーロッパを中心に人気を集めるが、アルバム『End of the World』と『It's Five O'Clock』を発表後、目指す音楽性でメンバーが対立して解散状態となる。レコード会社との契約を果たすため1972年に一時的に再結成し、兵役を終えたコロリス (Anargyros Koulouris) も復帰して4人編成で『新約聖書』の「ヨハネの黙示録」を題材にした 2枚組アルバム『666』を制作した。
以後、ソロ活動を始めてパリを本拠に映画音楽やオリジナル作品を発表し、1973年にオリジナルアルバム『アース』をヨーロッパで発売する。1974年にイギリスへ渡りロンドンで個人スタジオNEMOを開設し、RCAレコードと契約を結び、1975年の『天国と地獄』を初め、作品群を各国で発売する。
1975年にギリシャのハードロックバンドであるen:Socrates Drank the Coniumのアルバム『Phos』にプロデューサー、キーボード奏者として参加し、ハードロック色を廃して地中海音楽を導入した本作は1976年に発売された。
1974年にリック・ウェイクマン（キーボード）の後任としてロックバンドのイエスへ加入を打診されたが、創作活動が制限されることを懸念し 、ほかに当時のイギリス音楽業界組合は外国人を厳しく排除する方針であったことから、加入を断る。この時からジョン・アンダーソン (Jon Anderson) と交遊が始まり、以後は相互のアルバムにゲスト参加するなど交流して1979年以降はジョン・アンド・ヴァンゲリス名義でアルバムを共同で制作して発売している。
1980年代に映画『炎のランナー』（1981年）や『ブレードランナー』（1982年）、日本で『南極物語』（1983年）などのサウンドトラックを手がけて話題となる。
1980年代半ばに拠点を再度パリに移すも、1989年にギリシャへ帰国して以後アテネに居を定めて創作活動を続けた。
2022年5月17日に、新型コロナウイルス感染症の治療を受けていたフランスの病院で他界する。享年79歳であった。

## 音楽性
おもな音楽特性を下記する。本節は国内盤アルバムのライナーノーツや雑誌の評論などを参考に特記は都度注釈した。

### メロディ
メロディはシンプルで美しく、強く印象に残るものが多い。ギリシャおよび地中海東部地域に古くから伝わる5音階旋法にもとづくメロディを用いる事があり、『炎のランナー』序奏の「C」から「G」など完全5度の飛躍を好む。

### 構成
シンフォニーの様に複数楽章で構成されてアルバム全体がひとつのコンセプトに貫かれているものが多い。『大地の祭礼』や『マスク』『エル・グレコ』などは各パートに固有の題名をつけず、単にムーブメント+番号の構成としている。

### 作曲と編曲
ヴァンゲリスは楽譜の読み書きができないと発言している。作曲はマルチ・キーボード形式で各種楽器を周囲に配置し、それらを即興的に演奏しながらスタジオで多重録音して楽曲を造形する。編曲はシンセサイザーや各楽器を縦横に駆使した多彩で重厚な仕上げが多く、アナログ時代は「ヤマハ・CS-80」や各ポリフォニックシンセサイザーでオーケストラのような厚みや広がりを得ることを得意とした。さまざまな民族楽器や打楽器類で独特の色彩や香りを盛り込むアレンジも多い。ジャズの様なインプロヴィゼーションや現代音楽などの実験的アプローチも得意で、1970年代のライヴ公演もほとんどが即興演奏であった。この作編曲方法をヴァンゲリス自身は「自然発生的音楽 (Spontaneous Music)」と称する。

### ジャンル
ジャンルを超越する場合が多い。オリジナルアルバム作品 に対するレコードレーベルの分類 も、所属会社や時期により相違がある。
- RCAレコード = ロック（『反射率0.39』他）
- ポリドール = シンセサイザー（『チャイナ』）/ロック（『マスク』）
- east west = ポップス（『オセアニック』）
- ユニバーサルミュージック = ポップス（『オデッセイ-ザ・ベスト・コレクション』）

### ジャズ奏者
シンセサイザーと出会うまでは主にピアノとオルガン、ヴァイブ、パーカッションなどを演奏していた。1964年から1965年ごろにギリシャのジャズピアニストGeorge Theodossiadisのカルテットでヴィブラフォンを演奏した録音が、ギリシャでCD (Legend/El Capitan 2201556072) として発売されている。本作はスタンダードナンバーからボサノヴァまで幅広いジャンルで即興しており、ヴァンゲリスのもっとも古い録音と推察できる。

## 主要作品
長期間、充実して活動を続けており作品数は膨大だが、名作とされる作品や転機となった作品を記す。文中記載のチャート順位は『ダイレクト』の記述による。

### RCA以前
- 雨と涙（Rain and Tears/シングル） ‐ 1968年に発売されたアフロディテス・チャイルドのシングル。本作がヨーロッパ全域でヒット[6]して 、バンドはさらに活動が継続された。パッヘルベルの有名な「カノン」を下敷きにしている。
- 666 ‐ 一度解散したアフロディテス・チャイルドが一時的に再結成して1972年[注 5] に制作したアルバム。バンドによるアルバムだが全曲をヴァンゲリスが作曲した。兵役を終えたコロリスがメンバーに復帰してギターを演奏している。
- アース (Earth) ‐ 1973年に発売されたヴァンゲリスの実質的な初のオリジナル・ソロ・アルバム[注 8]。

### RCA
- 天国と地獄 (Heaven and Hell) ‐ 『天国と地獄』は、1975年に大手レコード会社RCAレコードと契約したヴァンゲリスが初めて同社から発売したアルバムで、全英チャートで31位まで上昇した。1974年の加入問題で交友が生まれたイエスのジョン・アンダーソンがゲスト・ボーカルで参加し、第1部第3楽章がテレビ番組『COSMOS』のオープニングで使用されて広く知られる
- 反射率0.39 (Albedo 0.39) ‐ 全英チャート18位を記録した。1曲目の「パルスター」は『日曜夕刊!こちらデスク』のテーマ曲としても知られ、のちに「星空のプロムナード」の曲名でポール・モーリアがカバー演奏している。
- 螺旋 (Spiral)

占い結果発表のBGMなどバラエティ番組で使用された楽曲が多い。

### ポリドール
- ショート・ストーリーズ (Short Stories) ‐ 1979年に発売された、ジョン・アンダーソンとのジョイント・プロジェクト「ジョン・アンド・ヴァンゲリス」初のアルバム。全英4位まで上昇した。
- 炎のランナー (Chariots of Fire) ‐ 1981年の同名映画の音楽。アルバムが全米1位、全英5位になり、アカデミー賞オリジナル作曲賞を受賞した。
- 南極物語(Antarctica) ‐ 1983年に発売された、日本映画『南極物語』のサウンドトラックで、映画は当時の邦画で1位とヒット[注 9]した。

### ワーナー・ミュージック
- 1492 コロンブス (1492 - Conquest of Paradise) - 1992年に発売された同名映画のサウンドトラック。特にヨーロッパでヒットした（概要を参照）。
- ブレードランナー (Blade Runner) - 1994年に発売された。事実上はサウンドトラックだが、一部に未使用曲が収録されてメインテーマやエンドタイトルの収録が不完全である。欧米盤ジャケットはサウンドトラックの文言が一切記されず、形式上ヴァンゲリス個人作品とされている。
- Mythodea - 2001年発売。NASAによる2001マーズ・オデッセイのテーマ音楽。

### 作品や経歴に関する特記事項

#### フォーミンクス (Forminx)
1964年から1966年頃にギリシャで、オルガン奏者として在籍したポップバンドである。
ギリシャ版ビートルズの様なバンドで、ギリシャ国内で9枚のシングルを発表してヒットチャートを賑わした。英語の歌詞が大半で、多くをヴァンゲリスが作曲して全22曲を発売した。リードボーカルを務めたTASSOS PAPASTAMATISがフランスでソロシンガーとしてデビューする際に楽曲 Days of Loveを提供している。

#### アフロディテス・チャイルド
フォーミンクス解散後にヴァンゲリスが結成したAphrodite's Childは『Rain and Tears』『It's Five O'Clock』『666』の3アルバムと11枚のシングルを発表した。

#### 映画音楽

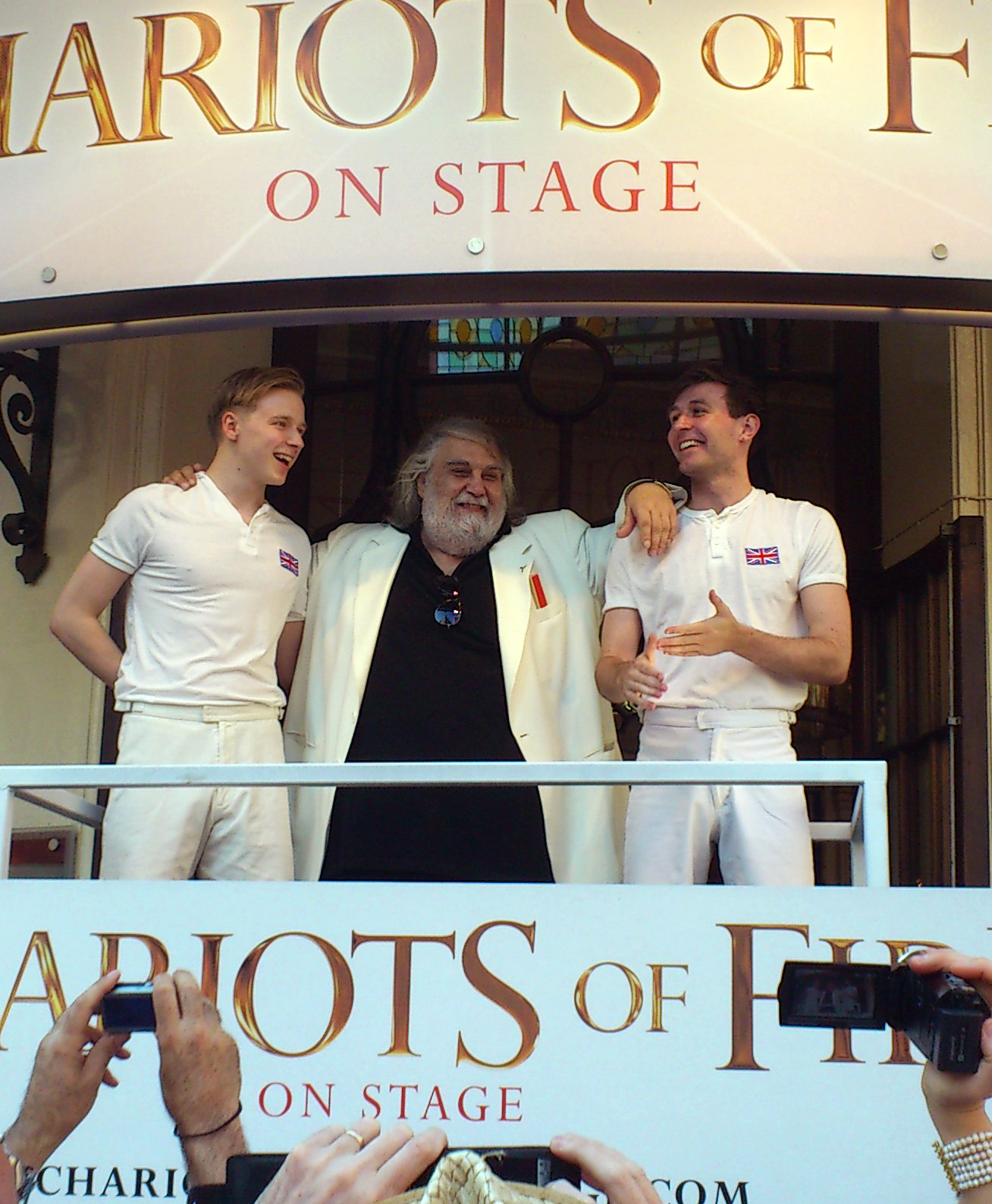
ロンドンにて(2012年)

ギリシャ時代から多くの映画音楽を手がけているが、1970年代から始まったフレデリック・ロッシフ（Frédéric Rossif, フランスのドキュメンタリー映画監督）との共同作業は1989年にロッシフが他界するまで続いた。アルバムとして正規発売されたものは『動物の黙示録』、『野生の祭典』、『野生』などがあるが、そのほかにもロッシフ作品のために多数の音楽を作曲している。ロッシフの他作品に用いた音楽を流用している事例も多い。
1980年代以降の『炎のランナー』や『ブレードランナー』が広く知られる。『炎のランナー』はビルボードチャートのシングルとアルバムで全米No.1となり、ヴァンゲリスにとって唯一の全米No.1シングル/アルバムで、インストゥルメンタル唯一の全米No.1アルバムでもある。
『ブレードランナー』は、映画のクレジット画面ではオリジナル・サウンドトラック盤の発売が示唆されていたものの、ヴァンゲリス自身が「当時の他の活動と異なる音楽性で制作された」という理由で発売を急遽拒否して発売されなかった。1992年の『ブレードランナー・ディレクターズカット』の公開に伴い1994年に公式CDが発売されている。
「映画音楽家とは思われたくない」、「イエスに加入すれば自分のアルバムも売れるだろうが、そういった事には興味は無い」 などの発言で示される様に、商業的成功に重きを置いていない。サウンドトラック盤も映像と切り離して劇伴をそのままアルバムとしていない。新たに収録曲順を変更する、『炎のランナー』では映画本編に提供した楽曲を編曲・演奏し直す、『ブレードランナー』では本編で使用されなかったアルバム向きの曲を収録する、本編で印象的に使用されながらアルバム向きでない曲を収録しない、など試行を重ねて独立した音楽作品として成立させている。

#### スポーツ・イベント
オリンピックを始めとして様々なスポーツイベントでヴァンゲリスの楽曲が起用されている。日本で2002年3月にシングルとして発売された2002 FIFAワールドカップの公式アンセムは、開催期間である2002年6月のテレビ放送などで頻繁に使用され、オリコンチャートでJ-POPのヒット曲とともにシングルの総合トップ10圏内となった。2004年アテネオリンピック誘致活動のアニメーションサウンドトラック、2000年シドニーオリンピック閉会式、1997年世界陸上競技選手権大会開会式の音楽、なども担当している。2012年ロンドンオリンピックで表彰式のメダル授与時に「炎のランナー」のテーマ曲が使用された。

#### 雑記
2006年のアメリカ映画『ホリデイ (The Holiday)』の作中で、映画音楽の作曲家マイルズがDVDショップで『炎のランナー』のDVDを手に持ちながら、主人公のアマンダに「ヴァンゲリスの音楽だよ。彼は電子音楽を取り入れた草分け的な存在なんだ」と語るシーンがある。

## ディスコグラフィ

### ソロ・アルバム
| 題名 | リリース | レーベル             | 分類                    | 特記事項 |
| --- | -------- | -------------------- | ----------------------- | --- |
| Sex Power | 1970年   | Phillips             | サウンドトラック        | 個人名義による初のアルバム、日本未発売                                                                                               |
| Fais Que Ton Rêve Soit Plus Long Que La Nuit (Poème Symphonique)                                                 | 1972年   | Reprise Records      | オリジナル              | 1968年のフランス五月革命（学生騒乱）をテーマとした作品、日本未発売                                                                   |
| 動物の黙示録 L'Apocalypse des Animaux                                                                            | 1973年   | Polydor              | サウンドトラック        | フランスのTV番組用音楽、F.ロッシフ監督作品                                                                                           |
| アース Earth | 1973年   | Vertigo              | オリジナル              | ヴァンゲリス初の本格的オリジナルアルバム                                                                                             |
| 天国と地獄 Heaven and Hell                                                                                       | 1975年   | RCA                  | オリジナル              | 日本を含め世界的に発売されたRCA移籍後第1作、ジョン・アンダーソンがヴォーカルで参加                                                   |
| イグナチオ/奇蹟のランナー Ignacio / Entends-Tu Les Chiens Aboyer?                                                | 1975年   | Polydor              | サウンドトラック        | Francois Reichenbach監督のメキシコ映画『Entends-Tu Les Chiens Aboyer?』のサントラ、海外版は映画原題をタイトルとしたCDも存在          |
| 野生の祭典 La Fete Sauvage                                                                                       | 1976年   | Polydor              | サウンドトラック        | F.ロッシフ監督作品のための音楽 |
| 反射率0.39 Albedo 0.39                                                                                           | 1976年   | RCA                  | オリジナル              | RCA2作目 |
| 螺旋 Spiral | 1977年   | RCA                  | オリジナル              | RCA3作目 |
| 霊感の舘 Beaubourg                                                                                               | 1978年   | RCA                  | オリジナル              | RCA最後の作品、全編、前衛音楽的インプロヴィゼーション                                                                                |
| 白羊宮の巨星 The Best of Vangelis                                                                                | 1978年   | RCA                  | ベストアルバム          | RCAのアルバム4枚から選曲 |
| 野生 Opera Sauvage                                                                                               | 1978年   | Polydor              | サウンドトラック        | ジョン・アンダーソンがハープで参加、F.ロッシフ監督作品                                                                               |
| Hypothesis | 1978年   | Affinity             | オリジナル              | 70年代初頭のスタジセッション。公認に関する注釈を参照                                                                                 |
| ドラゴン The Dragon                                                                                              | 1979年   | Charly               | オリジナル              | 70年代初頭のスタジオ・セッション。公認に関する注釈を参照                                                                             |
| チャイナ（中國) China                                                                                            | 1979年   | Polydor              | オリジナル              | ポリドール移籍後第1作 |
| 流氷原 See You Later                                                                                             | 1980年   | Polydor              | オリジナル              | ジョン・アンダーソンがヴォーカルで参加                                                                                               |
| 炎のランナー Chariots of Fire                                                                                    | 1981年   | Polydor              | サウンドトラック        | アカデミー音楽賞受賞作品。ビルボード全米1位。                                                                                        |
| 南極物語 Antarctica                                                                                              | 1983年   | Polydor              | サウンドトラック        | ヴァンゲリス初の日本映画用音楽 |
| 大地の祭礼 Soil Festivities                                                                                      | 1984年   | Polydor              | オリジナル              | ポリドールでの3作目のオルジナル |
| マスク Mask | 1985年   | Polydor              | オリジナル              | ポリドールでの4作目のオルジナル |
| 瞑想-見えない絆 Invisible Connections                                                                            | 1985年   | Grammophon           | オリジナル              | 『霊感の館』同様、全編、前衛音楽的インプロヴィゼーション                                                                             |
| ダイレクト Direct                                                                                                | 1988年   | Arista               | オリジナル              | アリスタレーベルでの唯一の作品 |
| ザ・ベリー・ベスト・オブ・ヴァンゲリス Themes                                                                    | 1989年   | Polydor              | ベストアルバム          | 映画音楽のテーマ曲中心。アルバム初収録曲あり。                                                                                       |
| シティ The City                                                                                                  | 1990年   | WEA                  | オリジナル              | 日本語ヴォイス入り |
| 1492 コロンブス 1492 - Conquest of Paradise                                                                      | 1992年   | WEA                  | サウンドトラック        | 同名映画のサウンドトラック |
| ブレードランナー Blade Runner                                                                                    | 1994年   | WEA                  | サウンドトラック        | 「サウンドトラック」と表記されているが、実際は再編・再構築されたオリジナルアルバム。                                                 |
| Φόλος Τιμής στον Γκρέκο A Tribute to El Greco                                                                    | 1995年   | WEA                  | オリジナル              | 3000枚限定盤、国内未発売 |
| ヴォイシズ Voices                                                                                                | 1995年   | WEA                  | オリジナル              | 複数のボーカリストやコーラスが参加。                                                                                                 |
| ポートレイツ Portraits                                                                                           | 1996年   | Polydor              | ベストアルバム          | アルバム初収録曲あり |
| オセアニック Oceanic                                                                                             | 1996年   | WEA                  | オリジナル              | 波の音も自前で録音 |
| エル・グレコ El Greco                                                                                            | 1998年   | WEA                  | オリジナル              | 1995年の3000枚限定盤に3曲を追加し一般発売                                                                                            |
| リプリーズ90-99〜ベスト・オブ・ヴァンゲリス Reprise 1990-1999                                                    | 1999年   | WEA                  | ベストアルバム          | アルバム初収録曲あり |
| The Music of Cosmos                                                                                              | 2000年   | BMG                  | コンピレーション        | 2枚組CDのみ「Comet 16」初収録 |
| Mythodea | 2001年   | ソニー・ミュージック | オリジナル              | 2001マーズ・オデッセイのテーマ音楽                                                                                                   |
| アンセム〜2002 FIFA World Cup 公式アンセム Anthem - 2002 FIFA World Cup TM Official Anthem                       | 2002年   | ソニー・ミュージック | オリジナル （シングル） | アルバムはコンピレーション |
| オデッセイ〜ザ・ベスト・コレクション Odyssey - The Definitive Collection                                         | 2003年   | ユニバーサル         | ベストアルバム          | ヴァンゲリス自身によるリマスタリング。アルバム初収録曲あり。                                                                         |
| アレキサンダー Alexander                                                                                         | 2004年   | ソニー・ミュージック | サウンドトラック        | 映画『アレキサンダー』の為の音楽 |
| El Greco | 2007年   | ユニバーサル         | サウンドトラック        | 1995年及び1998年のEl Grecoとは別作品。日本未発売                                                                                     |
| 「ブレードランナー」オリジナル・サウンドトラック<25周年記念エディション> Blade Runner Trilogy [25th Anniversary] | 2007年   | ユニバーサル         | サウンドトラック        | 3枚組アルバム |
| Swiadectwo (Testimony)                                                                                           | 2008年   | Agora                | サウンドトラック        | ヨハネ・パウロ2世の半生を描いたポーランド映画のサントラ。オープニングとエンディングの音楽2曲をヴァンゲリスが書いている。日本未発売。 |
| ロゼッタ Rosetta                                                                                                 | 2016年   | デッカ・レコード     | オリジナル              | Mythodea以来、15年ぶりのスタジオ・アルバム。欧州宇宙機関 (ESA) の彗星探査機をテーマにした作品。                                      |
| ノクターン Nocturne: The Piano Album                                                                             | 2019年   | デッカ・レコード     | オリジナル              | ピアノ・アルバム。 |
| ジュノー・トゥ・ジュピター Juno to Jupiter                                                                       | 2021年   | デッカ・レコード     | オリジナル              | |

### 共同アルバム
共同作品のうち主にアルバム単位の作品を下記する。

#### Jon & Vangelis
ジョン・アンド・ヴァンゲリスはイエスのヴォーカリストであるジョン・アンダーソンと組んだ音楽ユニットである。作詞はジョン、作曲・編曲・プロデュースはヴァンゲリスが担当している。
| 題名                                                      | リリース | レーベル | 分類             | 特記事項                                                                                                  |
| --------------------------------------------------------- | -------- | -------- | ---------------- | --- |
| ショート・ストーリーズ Short Stories                      | 1979年   | Polydor  | コラボレーション | ジョン・アンダーソンとの第1回コラボ作品                                                                   |
| フレンズ・オブ・ミスター・カイロ The Friends of Mr. Cairo | 1981年   | Polydor  | コラボレーション | ジョン・アンダーソンとのコラボ第2作                                                                       |
| プライヴェイト・コレクション Private Collection           | 1983年   | Polydor  | コラボレーション | ジョン・アンダーソンとのコラボ第3作                                                                       |
| ページ・オブ・ライフ Page of Life                         | 1991年   | Arista   | コラボレーション | ジョン・アンダーソンとのコラボ第4作                                                                       |
| Wisdom Chain                                              | 1984年   | Arista   | コラボレーション | 上記アルバム『ページ・オブ・ライフ』からの抜粋マキシだが、アルバム未収録の「Sing with Your Eyes」を収録。 |
| ページ・オブ・ライフ Page of Life                         | 1998年   | OmTown   | コラボレーション | 上記アルバムと一部収録曲やアレンジが異なるアメリカ盤。ヴァンゲリスの承諾なく発売されたと言われる。        |

アンダーソン・ブラッフォード・ウェイクマン・ハウのアルバム『閃光』に収録されている曲「レッツ・プリテンド」もジョン・アンダーソンとヴァンゲリスの共作である。2012年に「炎のランナー」のテーマに歌詞を付けた「Race to the End」が、ジョン・アンダーソンのソロシングルとして2012年ロンドンオリンピックに合わせて発売されている。

#### with Irene Papas
ギリシャの女優で歌手のイレーネ・パパスと共作で2枚のアルバムを制作した。ギリシャ民謡を素材にオリジナル作品も収録した自身のルーツに迫った大作で、ヴァンゲリスは編曲、演奏、プロデュースを担当している。
| 題名                   | リリース | レーベル | 分類             | 特記事項                                          |
| ---------------------- | -------- | -------- | ---------------- | ------------------------------------------------- |
| Odes                   | 1978年   | Polydor  | コラボレーション | コラボ第1作                                       |
| Rhapsodies (Rapsodies) | 1986年   | Polydor  | コラボレーション | コラボ第2作。この作品を最後にロンドンから離れる。 |

#### with Demis Roussos
デミス・ルソスはギリシャの歌手。
- Magic （1977年） - 編曲とプロデュースを担当。5曲を作曲して2曲はアルバム「アース」の曲を流用した。アフロディテス・チャイルドのメンバーであるルカス・シデラスとアナギリス・クルリスも参加している。
- Ainsi soit-il （1977年） - 4曲の作曲と編曲、演奏を担当。
- Demis （1982年） - 2曲を提供。1曲 (Race to the End) は「炎のランナー」のボーカル・ヴァージョン。
- Reflection （1984年） - スタンダードナンバーやオールディーズのカバーアルバム。ヴァンゲリスが編曲と演奏、プロデュースで全面的にバックアップしている。

#### with Milva
ミルバは1960年代のイタリア人女性歌手。
- Ich hab' keine Angst （1981年） - ヴァンゲリスの曲にドイツ語の歌詞を付けたものでイタリア語版もある。編曲や演奏などに関わっていない。
- Tra due sogni （1986年） - イタリア語の歌詞を付けたものでドイツ語版もある。編曲・演奏・プロデュースを担当。

#### with Claudio Baglioni
en:Claudio Baglioniはイタリアのシンガーソングライター。
- E tu （1974年） - 編曲と演奏、プロデュースを担当。

#### with Mariangela
- Mariangela （1974年） - イタリアの女性シンガーソングライターであるマリアンジェラの同名アルバム。編曲と演奏とプロデュースを担当し、Denny Beckermannの変名で4曲を提供。

#### with Socrates
en:Socrates Drank the Coniumはギリシャのハードロックバンド。
- Phos （1976年） - アルバムのプロデュースを担当。キーボードでも参加。本来のバンド名はSocrates Drank the Coniumだが本アルバムのみ短くSocratesとし、ハードロックを排除した異色の作品となっている。

#### with Riccardo Cocciante
en:Riccardo Coccianteはイタリアのシンガーソングライター。
- Concerto per Margherita （1976年） - アルバムの編曲とプロデュースを担当。

#### with Patty Pravo
パティ・プラヴォはイタリアの女性ポップシンガー。
- Tanto （1976年） - アルバムの編曲とプロデュースを担当。収録曲 "Tanto"/"Io ti venderei" がシングルカットされている。

#### with Neuronium
en:Neuroniumはスペインの電子音楽グループ。
- In London （1993年） - 1981年の共演の音源。スペインのテレビ番組 "Musical Express" で共演した時の音源を含む。1996年にリマスターされ、ジャケットとタイトルを変更したアルバム "A Separate Affair" として発売されている。2002年には"In London (Platinum Edition)" として発売されている。

### シングル
ヴァンゲリスは基本的にシングルヒットを企図しないが、アルバム発表時に主要な曲がシングルカットされて発売された。アルバム未収録シングルと特徴的作品を下記する。
- To The Unknown Man / To The Unknown Man Part 2 （1977年）
  - アルバム『螺旋』からのシングル。B面の「Part 2」が未収録。
- The Long March / The Long March Part 2 （1979年）
  - アルバム『チャイナ』から。少年合唱を伴ったB面の「Part 2」が未収録。
- My Love / Domestic Logic One （1980年）
  - アルバム『流氷原』のために録音されたが未収録となった。
- Silent Portraits Part 1 / Part 2 （1984年）
  - イタリアの写真家Gian Paolo Barbieriの写真集に添付された12 inchレコード。市販されなかった。
- Conquest Of Paradise / Moxica and the Horse / Line Open / Landscape （1992年）
  - アルバム『1492 コロンブス』から。後2曲が未収録。
- Ask The Mountains / Slow Piece （1996年）
  - アルバム『ヴォイシズ」から。Slow Piece が未収録。
- Ithaca （2004年）
  - ショーン・コネリーの妻で画家のMicheline Roquebrune Conneryの画集"A Journey in Colour" に添付された特典CDで、ショーン・コネリーによるカヴァフィの詩の朗読にヴァンゲリスが音楽を付けている。曲長は4分強。

### 楽曲提供とサポート
ギリシャ時代から多くのシンガーやグループに楽曲を提供し、アルバムの編曲やプロデュース、キーボード演奏を請け負うこともある。レコード会社との契約の関係で「Denny Beckermann」などの変名でクレジットされている場合もある。主な作品を下記する。特記なきものはシングルである。
- Maria - Caro Professore / Il mondo lo sa （1966年）
- Aleka Kanellidou - The more I see you / Stranger （1967年）
- Ricardo Credi - Siga siga / Non et non （1967年）
- Zoe Kouroukli - Ciao, amore ciao / Non pensare a me （1967年）
- Vilma Lado - Une etoile / Le vent （1967年）
- Tammy - It tears me up / Heart of a child （1967年）
- Tasso Papastamatis - Days of love （1969年）
- Vana Verouti - Ed ora si / Tu c'eri gia （1969年）
- Paul Labbey - Mon bel ange blond / Ma romance （1970年）
- Raymond Lefevre - Stephanie （1970年）
- Melina Mercouri - Si Melina...m'etait contee （1973年）
  - アルバムに4曲提供した。
- Helen Banks - Do you know / Hazy day （1973年）
- Humanity - Bird of love / The pawn （1973年）
- The Yumas - Happiness / Tapata （1973年）
- Little Sammy Gaha - J'ai envie de toi / Cuckoo （1974年）
- François Wertheimer - Pour un peu mieux que d'habitude / Saturne （1974年）
- Dimitri - Pretty One / Rolly Miss Rolly and Sing all you want / The land （1974年）
- Richard Anthony - Qui t'a fait ca （1974年）
- Chrisma - Amore / Sweet baby Sue （1976年）
- Panda - Notturno / Dimenticare （1977年）
- Chrisma - Chinese Restaurant （1977年）
  - アルバムのプロデュースを担当した。弟のNico Papathanassiou名義だがVangelisも参加していると巷間される。
- Chrisma - U part I / U part II （1977年）
- I Nuovi Angeli - Mamma luna / Teresa la vispa （1977年）
- Chrisma - Hibernation （1979年）
  - アルバムのプロデュースを担当した。弟のNico Papathanassiou名義だがVangelisも参加していると巷間される
- Peter Marsh - Don't be foolish / Doesn't matter （1980年）
- Stavros Logarides - SE ALLH GH （1980年）
- Ronny - Compare me with the rest （1981年）
- Vicky Leandros - Adler und Taube （1985年）
- Elaine Paige - All Things Considered （1985年）
- Suzanne Ciani - The velocity of love （1985年）
  - アルバム中3曲でシンセを演奏
- Julian Lloyd Webber - Un apres-midi （1986年）
- Maria Farantouri - 17 songs （1990年）
  - アルバム中3曲を作曲・編曲
- Montserrat Caballe - Friends for life （1998年）
  - アルバム中2曲を作曲
- Michael Hoppé - Solace （2003年）
  - アルバム中でHoppe作曲の《The Parting》を演奏

### 別名活動
Alpha Beta, Odyssey, Mama O. など別名でシングルを発表している。レコード会社との契約が類推されるものやVangelisでは違和感があるディスコ曲などに見られる。現在確認されている名義を下記する。
- Alpha Beta - Astral Abuse / Who Killed? （1971年）
- Odyssey - Who / Sad face （1974年）
- Mama O. - Red square / When the cat's away （1978年）

### 公認に関する注釈
1978年/1979年に、ヴァンゲリス名義で2枚のアルバム『Hypothesis』（1978年5月・英Affinityレーベル）/『The Dragon』（1979年2月・英国Charlyレーベル） が発売されている。これは1971年（前者5月、後者6月）に行われたスタジオ・セッションを収録したもので、 ジョルジオ・ゴメルスキーがプロデューサーとしてクレジットされている。
このアルバムはヴァンゲリスの意思と無関係に発売され、のちの訴訟でヴァンゲリスが勝訴し市場からの回収が指示された。したがって2003年に発売された『オデッセイ』の日本国内盤ライナーノーツに掲載されたディスコグラフィには記載されていない。しかし、両盤とも1988年に発売されたCD『ダイレクト』の日本国内盤ライナーノーツには記載されている。『The Dragon』については1980年7月に発売されたLP『動物の黙示録』の日本国内盤ライナーノーツに記載されている。注釈の上で掲載した。

## 未発表作品
ヴァンゲリスは未発表作品が多い。主に映画やTV番組、舞台作品（演劇やバレエ）のために書いたもの。映像と切り離して音楽だけ発売することに本人が否定的なこともあり未公開となっている。ただし、一部ベスト盤などに収録されている楽曲もある。

### 映画音楽
- Theodor and the Gun （1962年） - FORMINXとして音楽を担当。バンドで出演。
- My brother the traffic policeman （1963年） - FORMINXとして音楽を担当。
- 5000 Lies （1966年） - ヴァンゲリス名義で担当した初の映画。
- Frenzy （1968年）
- Apollo Goes on Holiday （1968年）
  - 以上5作はギリシャ時代の作品。
- Salut Jerusalem （Henry Chapier監督、1973年、仏）
- Amore （仏 Henry Chapier監督、1973年、仏）
- 『結婚詐欺師は殺さない』 - Ace Up My Sleeve （Ivan Passer監督、別題:Crime and Passion、1975年、英） - オマー・シャリフ、カレン・ブラック主演のB級サスペンス映画。Crime and Passion名の米国版は音楽が他者のものに差し替えられている。
- 『ミッシング』 - Missing （コスタ＝ガヴラス監督、1982年） - メインテーマは『ザ・ベリー・ベスト・オブ・ヴァンゲリス』、『オデッセイ』等に収録。
- 『バウンティ/愛と反乱の航海』 - The Bounty （Roger Donaldson監督、1984年） - オープニングは『ザ・ベリー・ベスト・オブ・ヴァンゲリス』、『オデッセイ』などに収録。クロージング（再演奏）は『ザ・ベリー・ベスト・オブ・ヴァンゲリス』に収録。
- 『フランチェスコ』 - Francesco （Liliana Cavani監督、1989年）
- 『プレイグ』 - The Plague （Luis Penzo監督、1992年） - テーマ曲は『リプリーズ90-99』に収録。
- 『赤い航路』 - Bitter Moon （ロマン・ポランスキー監督、1992年） - テーマ曲は『リプリーズ90-99』に収録。
- Kavafis (Cavafy) （Yannis Smaragdis監督、1995年） - メインテーマは『オデッセイ』に収録。

### TVドキュメンタリー
- Georges Mathieu ou la fureur d'être （フレデリック・ロッシフ監督作品、1971年） - フランスの画家ジョルジュ・マチューのドキュメンタリー。ヴァンゲリス自身も出演し、マチューの絵画制作に合わせて即興演奏を聴かせる。
- Au pays des visages （フレデリック・ロッシフ監督作品、1972年） - 肖像写真を題材にしたドキュメンタリー。
- Georges Braque ou le temp different （フレデリック・ロッシフ監督作品、1974年） - フランスの画家ジョルジュ・ブラックのドキュメンタリー。
- 『ピカソの20世紀』 - Pablo Picasso Peintre （フレデリック・ロッシフ監督作品、1981年） - パブロ・ピカソのドキュメンタリー。
- 『野生と美』 - Sauvage et Beau （フレデリック・ロッシフ監督作品、1984年） - 野生動物に関するドキュメンタリー。
- Splendeur Sauvage （フレデリック・ロッシフ監督作品、1986年） - 野生動物に関するドキュメンタリー。
- 『コスモス・スペシャル』 - COSMOS a special edition （1986年） - カール・セーガン制作の宇宙科学番組。
- Pasteur le Siècle （フレデリック・ロッシフ監督作品、1987年） - フランスの国立細菌研究所「パスツール研究所」に関するドキュメンタリー。
- Morandi （フレデリック・ロッシフ監督作品、1989年） - イタリアの画家ジョルジョ・モランディのドキュメンタリー。
- Les animaux de Frederic Rossif （フレデリック・ロッシフ監督作品、1989年） - 野生動物に関するドキュメンタリー。既作品のダイジェスト。
- Beaute Sauvage （フレデリック・ロッシフ監督作品、1989年） - 野生動物に関するドキュメンタリー。
- De Nuremberg a Nuremberg （フレデリック・ロッシフ監督作品、1989年） - ナチス・ドイツの成立から崩壊までを辿ったドキュメンタリー。最後の共同作品。
- Jacques Cousteau （1991年） - 海洋探検家クストーのドキュメンタリー。

### 舞台
- RB Sque （Arabesque バレエ 1983年）
- Elektra （演劇 1983年）
- Frankenstein, a Modern Prometheus （バレエ 1985年）
- Beauty and the Beast （バレエ 1986年）
- Rosenkrantz and Guildenstern are Dead （演劇 1989年）
- Ifigeneia （演劇 1991年）
- Sous haute surveillance （演劇 1992年）
- Medea （演劇 1992年）
- Empress Theodora （演劇 1994年）
- Las Troyanas （演劇 2001年）
- A Vihar -The Tempest- （演劇 2002年）
- Le Troiane ed Ecuba （演劇 2003年）
- Antigone （演劇 2005年）

### イベント関連
- アテネ五輪誘致運動のアニメーション音楽 （1990年）

### ライヴ・コンサート
ヴァンゲリスのライヴ・コンサートは少ないが、90年代初頭までは欧州を中心にほぼ毎年1回のペースで開催している。後年になると有名曲を多く演奏するが、1970年代のコンサートはほとんどが即興演奏である。
- 1973年5月27日 London, UK (Queen Elisabeth Hall)
- 1974年2月25日 Paris, France (Olympia)
- 1976年2月11日 London, UK (Royal Albert Hall)
- 1978年6月19日 Paris, France (Pavillon de Paris)
- 1979年4月28日 London, UK (Drury Lane Theatre)
- 1979年5月17日 Brussels, Belgium (Cirque Royale) - オーケストラと共演
- 1980年4月12日 London, UK (Royal Festival Hall)
- 1980年8月17日 Sophia Antipolis, France
- 1986年11月7日 Los Angeles, USA (Royal Hall UCLA)
- 1987年9月25日、27日 Athens, Greece (Herod Atticus Theatre)
- 1988年8月25日 Athens, Greece, "Olympic Flame Ceremony" (Panathinaiko stadium) - オリンピック聖火リレーの出発式
- 1989年7月17日 Rome, Italy (Terme di Caracalla)
- 1990年9月25日 Athens, Greece, "Song for Athens" (Olympic Stadium) ：アテネ五輪誘致のイベント
- 1991年6月18日 Rotterdam, The Netherlands "Eureka Concert"
- 1991年10月3日 Athens, Greece "Night of Poetry / Antigone" (Herod Atticus Theatre)
- 1993年7月13日 Athens, Greece "Elpida: Mythodia" (Herod Atticus Theatre)
- 1997年8月1日 Athens, Greece "Openings ceremony World championship Athletics" (Olympic Stadium) - 世界陸上アテネ大会の開会式
- 2001年6月28日 Athens, Greece "Mythodea" (Olympieion Temple of Zeus)

## 画家
抽象画主体の画家としても活動し、2003年6月5日から10月30日 までスペイン・バレンシア州協賛・イベリア航空後援によりバレンシア市で（後に他国でも）個展を開催し、会場内で181ページのスペイン語及び英語対訳解説付き画集が50ユーロで有償頒布された。
- 『VANGELIS』 2003年 縦23センチメートル (cm)・横24cm ISBN 84-482-3090-6[注 12] （西文・Fernando Castro Frórez、Dora Eliopoulou-Rogan、英訳・Lambe & Nieto、John Davis、ヴァンゲリス作の絵画74点収録）

## カナ表記
名称（本名）のカナ表記は、記述時期、記述者などにより異なる。本項冒頭部で記した表記のほかに以下の例が見られる。
- ヴァンゲリス・パパサナシュー
  - アルバム『螺旋』国内盤（1977年）のライナーノーツ（記述者はたかみひろし）
  - アルバム『1492 コロンブス』国内盤（1992年）のライナーノーツ（記述者は柳生すみまろ）
- ヴァンゲリス・O・パパタナシュー
  - アルバム『反射率0.39』のライナーノーツ（記述者は赤岩和美。ただし本名ではなく「フルネーム」として記述している）
- ヴァンゲリス・パパサナシュウ
  - 黒田史朗・著『イエス』P208（音楽の友社刊・1979年）
- エヴァンゲロス・オデッセイ・パパタナシユー（語尾は「シュー」ではなく「シユー」と発音）
  - アルバム『オデッセイ〜ザ・ベスト・コレクション』国内盤（2003年）のライナーノーツ（記述者は片山伸）

## 使用楽器
ヴァンゲリスは原則としてキーボード奏者/シンセサイザー奏者だが、ギター やドラムスも演奏するマルチプレイヤーであり、シンセサイザーは年代やメーカーによって仕様変更や機種の更新が頻繁であるため、使用楽器は多岐に渡っている。以下は各アルバムのライナーノーツ等に記述された一例。
- スタインウェイ・ピアノ[注 13]
- フェンダー・ローズ・ピアノ
- エルカ・オーラ・ラプソディー
- アープ・プロ・ソロイスト
- ローランド・シンセサイザー
- コルグ・700シンセサイザー

- コルグ・ポリフォニック・アンサンブル
- ファルフィッサ・シンセオーケストラ
- モーグ・ドラムス
- ヤマハ・CS-80
- イミュレイターII
- プロフェット5